# نقابات العمال في الاتحاد السوفيتي
ساد التوتر العلاقة بين النقابات في الاتحاد السوفيتي، برئاسة المجلس المركزي النقابي لعموم النقابات، والإدارة الصناعية والحزب الشيوعي للاتحاد السوفيتي والحكومة السوفيتية، نظرًا لافتراض أن الاتحاد السوفيتي ينبغي أن يكون دولة من الناحية الأيديولوجية حيث يحكم أفراد الطبقة العاملة البلاد ويديرون شؤونهم.
خلال الثورة الروسية وما أعقبها مباشرة من الحرب الأهلية الروسية، انتشرت جميع أنواع الأفكار التي تناولت كيفية تنظيم الصناعات وإدارتها، وظن الكثير من الأشخاص أن النقابات العمالية ستكون وسيلة لمساعدة العمال في السيطرة على الصناعات. بحلول فترة حكم ستالين خلال ثلاثينيات القرن العشرين، اتضح أن وضع القوانين كان في يد الحزب والحكومة بينما لم يكن مسموحًا للنقابات التدخل على أي نحو أساسي. في العقود التي تلت فترة حكم ستالين، بلغ العجز النقابي أسوأ حالاته في الماضي، وكانت النقابات السوفيتية أقرب إلى نقابات الشركات، إذ خضعت للحزب والحكومة، عوضًا عن كونها منظمات مستقلة فعليًا. مع ذلك، تمكنت النقابات من تحدي جوانب سوء الإدارة بنجاح أكبر مما كانت عليه في عهد ستالين، ولعبت دورًا مهمًا في نسيج الحياة اليومية، كاستخدام النوادي الرياضية، والحصول على تذاكر المسرح، وحجز إقامات الإجازة، وغيرها الكثير.
عندما تفكك الاتحاد السوفيتي، تألف النظام النقابي من ثلاثين نقابة ينظمها الفرع المهني. في عام 1984، ضم النظام النقابي نحو 732,000 من السكان المحليين و135 مليون عضوًا، وشملت النقابات جميع الموظفين السوفييت تقريبًا باستثناء نحو 4 إلى 5 ملايين من مزارعي الكولخوز. اضطلع المجلس المركزي النقابي لعموم النقابات بمهمة تنظيم نقابات الفروع الثلاثين وتجميعها في منظمة واحدة، وهو أكبر منظمة عامة في الاتحاد السوفيتي.

## التسلسل الزمني

### العقود المبكرة
يعود تاريخ نقابات العمال السوفيتية، برئاسة المجلس المركزي النقابي لعموم النقابات، إلى الثورة الروسية التي اندلعت عام 1905، أي قبل نحو 15 عامًا من تأسيس الاتحاد السوفيتي. ازدهرت آنذاك حركة المناداة بحقوق العمال في الإمبراطورية الروسية، ليس في أوساط الاشتراكيين الذين يسعون إلى هيمنة العمال على الصناعة فحسب (النقابية والديمقراطية النقابية وما إلى ذلك) بل وكذلك بين أوساط العمال المحافظين اجتماعيًا الذين يسعون ببساطة نحو تحسين التعليم وظروف العمل والأجور، وكانوا على استعداد للتنظيم للحصول عليها. مع ذلك، وفي الوقت ذاته، خضع تأسيس النقابات العمالية في الإمبراطورية الروسية آنذاك إلى تأثير شرطة أوخرانا، التي سعت إلى استمالة هذه الحركة منذ نشأتها لإبقائها تحت السيطرة. ليس من السهل حاليًا أن نعرف مدى التأثير الذي مارسته الشرطة في السيطرة على الحركة الشعبية الناشئة، إذ أُعيد كتابة التاريخ السوفيتي في الكثير من الأحيان مغطيًا الآثار التاريخية الباقية ما قبل الثورة.
أُغلقت العديد من النقابات العمالية أو جرى تقييدها خلال فترة الحرب العالمية الأولى ولكنّها أُنعشت عقب ثورة فبراير عام 1917، وجرى انتخاب قادتها ديمقراطيًا في الأشهر التالية. بعد ثورة أكتوبر لاحقًا من ذلك العام، تأمل بعض الأناركيين والنقابيين البلشفيين أن تتولى النقابات إدارة الصناعة (الإدارة التشاركية). نشأت حركة قوية للجنة المصانع، والتي تألفت من العمال الذين يشغلون أماكن العمل أو الذي يرغمون رؤسائهم على الامتثال للمطالب لأن الحكومة لن تحميهم بعد الآن. مع ذلك، انتهت هذه الحركة بتأميم الصناعات عندما استولى البلاشفة على السلطة وعززوها.
فقدت النقابات العمالية موظفيها لصالح الحكومة والحزب والأجهزة العسكرية تزامنًا مع الحرب الأهلية الروسية وانتشار سياسة البلشفية لشيوعية الحرب. اضطلعت الأجهزة الاقتصادية الحكومية، كمجلس عموم روسيا للاقتصاد، بالدور الرئيسي في توجيه الصناعة، والتي فقدت العديد من العمال بسبب الأزمة الاقتصادية. فقد الحزب الشيوعي البلشفي، حزب العمل الديمقراطي الاشتراكي الروسي، كثيرًا من سيطرته على النقابات العمالية، وهو ما قاومه العديد من زعماء النقابات الشيوعية. بحلول نهاية الحرب الأهلية، نشب نزاع حول دور النقابات العمالية داخل الحزب، الذي أصبح يُعرف بالحزب الشيوعي الروسي (البلاشفة) وكان سيصبح قريبًا الحزب الشيوعي في الاتحاد السوفيتي.
أصر ليون تروتسكي ونيكولاي كريستينسكي وغيرهما على عسكرة النقابات العمالية وتحويلها إلى جزء من الجهاز الحكومي. خلال «مؤتمر المنتجين في عموم النقابات»، طالبت المعارضة العمالية متمثلة بألكسندر شليابنيكوف وألكسندرا كولونتاي النقابات العمالية بإدارة الاقتصاد، وأن يتشكل أغلبية أعضاء الحزب الشيوعي وزعمائه من العمال. كان هناك العديد من الفصائل الأخرى. هزمت «منصة العشرة» برئاسة لينين جميع تلك الفصائل خلال المؤتمر العاشر للحزب الشيوعي الروسي (البلاشفة)، ودعت النقابات العمالية إلى تعليم العمال على أنهم «مدارس الشيوعية» دون تحويل النقابات العمالية إلى مؤسسات حكومية. عقب ذلك المؤتمر، اتُخذ من مقولة فلاديمير لينين «النقابات مدرسة للشيوعية» شعارًا لا جدال فيه.
على غرار الحزب الشيوعي، تعمل النقابات العمالية على أساس مبدأ المركزية الديمقراطية، إذ تتألف من تسلسل هرمي للهيئات المنتخبة بدءًا بمستوى الحكم المركزي إلى المصانع واللجان المحلية.
بسبب المسار الذي جرى اتباعه تزامنًا مع هزيمة البلاشفة للفصائل الاشتراكية الأخرى، انتهى الأمر بنقابات العمال السوفيتية إلى تحولها إلى منظمات حكومية هدفها الرئيسي ليس تمثيل العمال وإنما تعزيز أهداف الإدارة، والحكومة، والاتحاد الشيوعي السوفيتي، وتعزيز مصالح الإنتاج في المقام الأول. في هذا الصدد، ومن خلال الجبهة الغربية لثنائية النقابات المستقلة مقابل نقابات الشركات، كانت تلك المنظمات أكثر دقة مقارنة بنقابات الشركات، حيث لا يناضل التنوع السوفيتي من أجل المصالح الاقتصادية للعمال خلافًا للنقابات الغربية. شكلت تلك المنظمات وسيلة نقل لتعليمات الأحزاب، وفرضت العقوبات على موظفي المزارع الصناعية والجماعية ومنحتهم المكافآت. تعمل نقابات العمال السوفيتية مع رب عملها والحكومة وليس ضدها. ينطبق الأمر ذاته على النقابات العمالية في دول الكتلة الشرقية التابعة للساتل السوفيتي بين أواخر أربعينيات القرن العشرين وأواخر ثمانينياته (باستثناء أن منظمة التضامن في بولندا نشأت من التبعية الكاملة خلال ثمانينيات القرن العشرين). تخضع نقابات العمال في الصين كذلك لإدارة الحزب وخطط الدولة الاقتصادية.